# Vărsjets
Vărsjets (bulgariska: Вършец) är en ort i Bulgarien.   Den ligger i kommunen Obsjtina Vărsjets och regionen Montana, i den västra delen av landet, 60 km norr om huvudstaden Sofia. Vărsjets ligger 391 meter över havet och antalet invånare är 7 512.